# Dům Abrahama Wichenhagena ve Štětíně
Nájemní dům Abrahama Wichenhagena ve Štětíně je neexistující nájemní dům, který se nacházel na dnešní ulici Grodzké, na sídlišti Staré Město, ve čtvrti Śródmieście.

## Dějiny
Nájemní dům byl postaven v roce 1698 na místě dřívější budovy, ve které byla lékárna přinejmenším od poloviny 15. století. V roce 1706 byl majitelem budovy lékárník Abraham Wichenhagen. V přízemí činžovního domu byla lékárna a v prvním a druhém patře byty. Během švédského obléhání byl dům poškozen. Byl rekonstruovaný v roce 1713 pro královskou lékárnu. V roce 1770 byla budova znovu přestavěna. Během druhé světové války byl dům zničen a jeho ruiny byly po válce strženy. V zadní části pozemku byla postavena základní škola č. 63 a na místě činžovního domu byl vysazen trávník.

## Popis
V 18. století byl nájemní dům čtyřpodlažní, zakončený ozdobným štítem. Do interiéru vedla brána zdobená pilastry a zakončená trojúhelníkovou římsou s nápisem „Non nobis sed aliis“ („Ne pro nás, ale pro každého“). Fasáda prvního a druhého patra byla rozdělena pilastry. Na středním pilastru byly umístěny sluneční hodiny. Na římse oddělující spodní patra a štít byl nápis „Bis hier her hatt mich Gott geholfen“ (starozákonní citát: „Až dosud nám Pán pomáhal“, Samuel 7.12). Nejvyšší patro budovy činil štít. Tento štít sestával ze spodní a vyšší části. Spodní část se dvěma okny byla uprostřed zdobena pilastry a v krajních částech figurkami. Nad pilastry byl nápis „Wir haben hir keine bleiben Stat“ (citováno z Listu Židům – „Nemáme zde trvalé město“, Žd 13:14). Horní, trojúhelníková část štítu byla zdobena postavami amorů. Budova po pozdějších rekonstrukcích částečně změnila svůj vzhled. Byly odstraněny sluneční hodiny, postavy amorů a nápisy v němčině a latině, změněn tvar brány a štítu.